# Il Giornale dell'Installatore Elettrico
Il Giornale dell'Installatore Elettrico è una pubblicazione per elettricisti e progettisti di impianti nata nel 1979.
Attualmente Il Giornale dell'Installatore Elettrico esce nove volte l'anno ed è diffuso in 42 000 copie (tra cartaceo e digitale).
Oltre alle notizie di settore, questa rivista tratta temi legati alla normativa, ai prodotti, alle tecnologie, al risparmio energetico.